# Zvornik (kommun)
Kommunen Zvornik (serbiska: Grad Zvornik, kyrillisk skrift: Град Зворник) är en kommun i Serbiska republiken i östra Bosnien och Hercegovina. Kommunen hade 58 856 invånare vid folkräkningen år 2013, på en yta av 374,39 km².
Av kommunens befolkning är 65,55 % serber, 33,73 % bosniaker och 0,18 % kroater (2013). Kommunens majoritetsbefolkning var bosniaker före Bosnienkriget, som startade i april 1992.